# 津巴加措
津巴加措（？—？）藏族，青海人，四水六岗卫教志愿军将领。

## 生平
1958年6月15日，恩珠仓·贡布扎西带着空投前来的两位藏籍美国特工及拉萨附近的部分武装，离开拉萨赴山南地区哲古宗（今属措美县），与从四川省康区经印度、锡金从西藏亚东进入西藏境内的一批人员会合，成立武装“根据地”。1958年6月24日，恩珠仓·贡布扎西召开由27股武装的首领参加的会议，成立“四水六岗卫教志愿军”（以下简称“卫教军”），作为“四水六岗”指挥的武装部队，人数3000人。“卫教军”由恩珠仓·贡布扎西任司令，甲马仓·桑培、夏格仓·朗加多吉等人任副司令，津巴加措任安多人首领。

1959年拉萨骚乱被平息后，中国人民解放军西藏军区开始平息山南地区的暴动武装。1959年4月4日，中央军委指示西藏军区发起山南战役。山南战役使四水六岗卫教志愿军遭到严重打击，卫教军退出西藏进入不丹，后又进入印度，向印度缴械变为国际难民。退至印度的“四水六岗”主要成员恩珠仓·贡布扎西、夏格仓·朗加多吉、仁钦才仁、伦杰札、津巴加措、格桑琼增、根益西共七人成立决策核心，并接受嘉乐顿珠领导。1960年，经美国中央情报局资助，他们在尼泊尔木斯塘秘密成立游击基地，在此重组四水六岗卫教志愿军，此后十多年间不断向西藏派遣小股人员袭扰，但成效不大。1972年，中美关系改善，美国中央情报局中止对游击基地的资助。1974年，尼泊尔派军队取缔木斯塘基地，基地首领旺堆（恩珠仓·贡布扎西的侄子）被打死。卫教军至此结束。